# Jean-François Barbier-Jenty
Jean-François Barbier-Jenty est un homme politique français né et décédé à une date inconnue.
Avocat, il est commissaire du directoire exécutif à Amiens, et est élu député de la Somme au Conseil des Cinq-Cents le 24 germinal an VI.

## Sources
- « Jean-François Barbier-Jenty », dans Adolphe Robert et Gaston Cougny, Dictionnaire des parlementaires français, Edgar Bourloton, 1889-1891 [détail de l’édition]